# زلزال نانتو 1916–17
زلزال نانتو 1916–17 هو زلزالٌ وقعَ في مدينة نانتو ‏ في تايوان بتاريخ 28 أغسطس 1916.